# Петър Чанов
Петър Чанов е български революционер, деец на Вътрешната македоно-одринска революционна организация.

## Биография
Роден е в охридското българско село Плаке, тогава в Османската империя. Присъединява се към ВМОРО и става селски войвода на плакенската чета, с която участва в Илинденско-Преображенското въстание през лятото на 1903 година. Заедно с четата на Аргир Маринов прекъсват телеграфа по шосето Охрид – Ресен.